# Макарије Велики
Макарије Велики или Макарије Мисирски је био египатски монах и пустињак из 4. века, један је од млађих савременика Антонија Великог.
Отац му био свештеник. Из послушности према родитељима ожени се, но жена му убрзо умре и он се удаљи у пустињу где проведе пуних шездесет година у труду и борби, унутрашњој и спољашњој, за царство небеско.
Једно су хришћани, а друго су љубитељи света; међу њима је велика разлика.
Кад су га питали, зашто је толико сув и кад једе и кад не једе, он одговори: "Од страха Божијега". Толико је успео очистити свој ум од злих помисли и срце своје од злих жеља да га је Бог обдарио даром чудотворства. Његово смирење задивљавало је људе и демоне. Рече му једном демон: "Има само једно, у чему те ја не могу надвладати; то није пост, јер ја не једем никад ништа; то није ни бдење, јер ја не спавам никад“. „Него шта је то?" упита га Макарије. „Твоје смирење", одговори демон. Своме ученику Пафнутију говорио је Макарије често: "Не осуђуј никога, и бићеш спасен". Живео је деведесет седам година. Пред смрт на девет дана јавили му се из онога света свети Антоније и свети Пахомије и навестили му да ће кроз девет дана умрети, што се и догоди. Још му се пред саму смрт јавио херувим који му је открио у визији блажени свет небески, похвалио труд и врлину његову и рекао му, да је послат да му узме душу у Царство небеско. Умро је 390. године.
Српска православна црква прославља овог светитеља 19. јануара по јулијанском, а 1. фебруара по грегоријанском календару.